# 東平四傑
東平四傑（とうへいしけつ）は、大元ウルス（元朝）初期に活躍した4人の名官（閻復・徐琰・李謙・孟祺）の総称。いずれも東平厳氏の整備した東平府学で学んだことからこう呼ばれた。

## 概要
金末、東平に拠点を置いた漢人世侯（漢人軍閥）の一人の厳実はモンゴルの侵攻によって荒廃した領地の復興に尽力し、その一環として東平府学を整備し多くの人材を育てた。東平府学では当時代表的な知識人として知られた元好問を講師として招き、その指導の下最も優れているとされたのが閻復・徐琰・李謙・孟祺の4名であった。
東平府学の出身者の多くは文人もしくは高官として成功した。特に翰林院に務めた者は多く、「翰林院の東平出身者は多く、10人中6・7人にも及ぶ」と評されている。